# Theodul-hágó
Theodul-hágó (németül: Theodulpass, korábban Augsttalpass (Aosta-völgyi hágó), Walliser Pass (Wallisi-hágó), Matterjoch (Matter-hágó), olaszul: Colle del Teodulo, franciául: Col du Saint-Théodule) egy 3295 méter magasan fekvő átjáró a keleti Pennini-Alpokban, mely összeköti a svájci Wallis kantonban fekvő Zermattot, az olaszországi Aosta-völgyben (Valle d’Aosta) lévő Breuil-Cervinával. Ezen a részen a Theodul-hágó a második legalacsonyabban fekvő átjáró (Furggjoch után) és a legkönnyebben járható átjáró Zermatt és Valtournanche között.
Az átjáró a Matterhorn nyugati oldalán és a Breithorn keleti oldalán fekszik, a Theodulhorn alatt. A „Rifugio del Teodulo” (németül: Theodulhütte) nevű menedékház az átjáró felett van. Az átjáró keleti oldalán egy nagy gleccser van, mely része a Theodul-gleccsernek és ez egy egész évben nyitva tartó síterep, amely Zermatthoz tartozik.
Olasz oldalról  hágó Breuil-Cervinia községből érhető el. A svájci oldalon az út a Trockener Steg nevű magaslathoz és a Gandegg menedékházhoz vezet.

## Kerékpárral a hágón át
1965-ben egy 55 éves angol kerékpárversenyző (Percy Stallard) kerékpárral megjárta a hágót egyedül, kevesebb mint 15 óra alatt, helyenként mély hóban.